# Сезам (печера)
Сезам - печера в Криму.

## Основні характеристики
глибина 206 м
категорія труднощі 2а
вертикальний тип

## Відкриття та дослідження
Печеру Сезам було відкрито в 1986 р. литовським спелеологом Раймондасом Данюнасом. Того року вона була пройдена до Старого дна, а в наступному році був знайдений надзвичайно вузький меандр, який закінчується колодязем глибиною 78 м (Великим колодязем). До експедиції в липні 2006 р. (керівник Раймондас Данюнас) глибина печери вважалася — 150 м (результати отримані після гідронівелювання). Після 20-річної перерви в дослідженнях печера Сезам стала на 20 м глибше і на 50 м довше.

## Литовські експедиції 2006-2007 років
- експедиція в червні/липні 2006 р.[1]
- експедиція в жовтні 2006 р.[2]
- експедиція в липні 2007 р.[3]
- експедиція в серпні 2007 р.[4]
- експедиція в жовтні 2007 р.[5]
- експедиція в листопаді 2007 р.[6]

У жовтні 2006 р. під час другої експедиції в Сезам були розширені найбільші вузькості, так що зараз до «Невірного дна» може пройти практично кожен. І в 2007 р. Сезам не втратив популярності та уваги литовських спелеологів: чотири з п'яти експедицій на Карабі-яйлу були присвячені саме Сезаму. Дві з них — для топозйомки і гідронівелювання. Але дно печери все ще не досягнуто! Найближчі цілі все ті ж: пошуки продовження печери (розширення), топозйомка нових частин, а також все ще не перевірене вікно у Великому колодязі. В даний час глибина печери 206 м.

## Ресурси Інтернету
- Перечень классифицированных пещер 1989 год

## Виноски
1. ↑  Фотозвіт експедиції. Архів оригіналу за 22 грудня 2017. Процитовано 24 вересня 2014.
2. ↑  Фотозвіт експедиції. Архів оригіналу за 6 березня 2016. Процитовано 24 вересня 2014.
3. ↑  Фотозвіт експедиції. Архів оригіналу за 22 грудня 2017. Процитовано 24 вересня 2014.
4. ↑  Фотозвіт експедиції. Архів оригіналу за 22 грудня 2017. Процитовано 24 вересня 2014.
5. ↑  Фотозвіт експедиції. Архів оригіналу за 22 грудня 2017. Процитовано 24 вересня 2014.
6. ↑  Фотозвіт експедиції. Архів оригіналу за 22 грудня 2017. Процитовано 24 вересня 2014.
7. ↑  Архівована копія. Архів оригіналу за 6 березня 2016. Процитовано 24 вересня 2014.{{cite web}}:  Обслуговування CS1: Сторінки з текстом «archived copy» як значення параметру title (посилання)